# マルコム・ツニャカオ
マルコム・ツニャカオ（Malcolm Tuñacao、1977年12月8日 - ）は、フィリピンのプロボクサー。セブ州マンダウエ出身。元WBC世界フライ級王者。第38代・第41代OPBF東洋太平洋バンタム級王者。スタイルはサウスポー。2010年より真正ボクシングジム所属。
実兄であるノエル・ツニャカオも元ボクサーで井岡弘樹が持つ世界王座挑戦やイヴァン・カルデロンと対戦した経歴を持つ。

## 来歴
1998年8月1日、プロデビューし2回TKOで勝利した。
1999年9月25日、フィリピン・セブ州・タリサイでフィリピンGABフライ級王者リオ・スマンポンと対戦し、3-0の判定勝ちで王座を獲得、同王座は1度防衛。
2000年5月19日、タイ・ウドーンターニー県のスリムナン・アウトドア・アリーナでWBC世界フライ級王者メッドグン・3Kバッテリーと対戦し、7回1分53秒TKO勝ちを収め、王座獲得に成功した。
2000年8月20日、両国国技館でセレス小林と対戦し、1-1（115-113、113-113、112-115）の判定で引分。引分ながら初防衛に成功した。
2001年3月2日、タイ・ピチット県でポンサクレック・ウォンジョンカムと対戦し、プロ初敗戦となる1回2分42秒TKO負けを喫し、2度目の防衛に失敗、王座から陥落した。
2001年7月28日、フィリピン・パラニャーケのパラニャーケ空港カジノ内にあるPAGCORグランドシアターでWBCインターナショナルフライ級王者ランディ・マングバットと対戦し、4回に偶然のバッティングによる負傷でツニャカオの試合続行が不可能となった為、負傷判定引き分けで王座獲得に失敗した。
2002年11月18日、福岡県北九州市の小倉井筒屋パステルホールで仁木一嘉と対戦し、3回2分19秒TKO勝ちを収めた。
2003年9月26日、リンゴ・ジャガーとWBCインターナショナルスーパーフライ級王座決定戦で対戦し、5回KO勝ちを収め、王座を獲得した。
2005年2月14日、後楽園ホールで姫野崇史と対戦し、9回2分43秒TKO勝ちを収めた。
2005年7月18日、大阪市中央体育館で日高良市と対戦し、7回1分18秒TKO勝ちを収めた。
2005年11月19日、後楽園ホールでOPBF東洋太平洋バンタム級王者クマントーン・ポープルムカモンと対戦し、3-0（118-111、119-109、120-109）の判定勝ちを収め、王座を獲得した。
2006年2月5日、名古屋国際会議場で大場浩平と対戦し、1-1（115-114、115-115、113-115）の判定で引分。引分ながら初防衛に成功した。
2006年5月6日、後楽園ホールで木嶋安雄と対戦し、11回2分4秒TKO勝ちを収め、2度目の防衛に成功した。
2007年1月13日、後楽園ホールでロリー松下と対戦し、10回終了時、0-2（94-97、95-97、95-95）の負傷判定負けを喫し、3度目の防衛に失敗、王座から陥落した。
2008年9月20日、フィリピン・セブ州・マンダウエでモニコ・ローレンテとフィリピンGABバンタム級王座決定戦を行い、2-1（115-112、115-113、113-114）の判定勝ちで王座を獲得し、フィリピンGAB2階級制覇を達成した。
2009年7月14日、ワールド記念ホールで行われたダブルタイトルマッチの前座として難波拓人と8回戦を行い、3-0（80-72、79-74、79-75）の判定勝ちを収めた。この後、長谷川穂積のスパーリングパートナーを務めた縁で真正ジムに移籍。
2010年2月6日、韓国・聞慶市で空位のOPBF東洋太平洋バンタム級王座を同級1位として、同級2位の蔡昇錫と争い、2-1（114-115、115-114、115-114）の判定勝ちを収め、2年1か月ぶりに同王座に返り咲いた。
2010年7月11日、名古屋国際会議場に於いて、約4年前に引き分けた大場浩平と2月に返り咲いたOPBF王座の初防衛戦を行い、3-0（116-112、116-112、116-112）の判定勝ちを収め、初防衛に成功した。
2010年11月2日、神戸文化ホールで2度の世界挑戦経験を持つ本田秀伸と対戦し、5回1分28秒TKO勝ちを収め、2度目の防衛に成功した。
2011年2月5日、元日本スーパーフライ級王者中広大悟と対戦し、序盤から優勢に試合を進めて6回TKO勝ちを収めて3度目の防衛に成功した。
2011年6月、OPBF東洋太平洋バンタム級王座を返上。
2011年10月22日、神戸市立中央体育館でチャトラペッチ・シットモーセン（タイ）と対戦し、試合は終始ツニャカオのワンマンショーで4回TKO勝利。
2012年3月4日、神戸市立中央体育館で竹本裕規（ハラダ）と対戦し、王座返り咲きを狙うツニャカオが試合を圧倒し4回1分29秒TKO勝ち。
2012年9月15日、愛知県の名古屋国際会議場で54.5kg契約,8回戦をモービル・マーチン（中日）と行い、3回に2度、ダウンを奪い3者ともに5ポイント差が付く(78-73×3)の大差判定勝利。
2012年12月22日、神戸市立中央体育館に於いて長谷川穂積の前座で山中慎介と対戦経験があるクリスチャン・エスキベル（メキシコ）とWBC世界バンタム級挑戦者決定戦を行った。山中が観戦する中、序盤から相手をコントロールし、7R TKOにて勝利。山中への挑戦権を獲得した。
2013年4月8日、両国国技館にてWBC世界バンタム級王者山中慎介と対戦し、3回に2度ダウンを喫し、6回には山中の左で右目尻をカットし、12回に3度目のダウンを喫し、反撃する為に立ちあがったが、12回1分57秒レフリーストップによるTKO負けを喫し2階級制覇に失敗した。
2021年2月現在、兵庫県神戸市に住み、ゴミ収集員としてセカンドキャリアを送っていることがフィリピンのメディアで報じられた。

## 獲得タイトル
- フィリピンGABフライ級王座（防衛1）
- WBC世界フライ級王座（防衛1）
- WBCインターナショナルスーパーフライ級王座（防衛0）
- 第38代OPBF東洋太平洋バンタム級王座（防衛2）
- フィリピンGABバンタム級王座（防衛0）
- 第41代OPBF東洋太平洋バンタム級王座（防衛3=返上）